# Саратовский облисполком
Саратовский облисполком (Исполнительный комитет Саратовского областного Совета народных депутатов) — исполнительный орган управления на территории Саратовской области, избираемый Саратовским областным Советом народных депутатов. Существовал с января 1937 по март 1992 года. Располагался в областном центре — городе Саратове.

## История
Образован в январе 1937 года в связи с преобразованием 5 декабря 1936 года Конституцией (Основным Законом) Союза ССР Саратовского края в Саратовскую область, из которой была исключена АССР немцев Поволжья. Заменил существовавший с января 1934 года Исполнительный комитет Саратовского краевого Совета депутатов трудящихся.
С 1937 по 1977 годы назывался Саратовский областной исполнительный комитет Совета депутатов трудящихся.
С декабря 1962 года по декабрь 1964 года был разделён на промышленный и сельский областные исполнительные комитеты Совета депутатов трудящихся.
С 1977 года назывался Саратовский областной исполнительный комитет Совета народных депутатов
После событий августа 1991 года произошёл старт очередного витка реформирования советской структуры. На основании Указа Президента РСФСР Бориса Ельцина № 75 от 22 августа 1991 года «О некоторых вопросах деятельности органов исполнительной власти в РСФСР» исполнительно-распорядительные функции государственного управления в областях стали осуществляться Главами областных администраций, которые становились правопреемниками соответствующего исполнительного комитета Совета народных депутатов.
В связи с назначением 25 февраля 1992 года исполняющим обязанности Главы администрации Саратовской области Юрия Васильевича Белых и формированием им областной администрации полномочия исполнительного комитета Саратовского областного Совета народных депутатов были прекращены Постановлением № 1 администрации Саратовской области от 2 марта 1992 года. Правопреемником исполкома областного Совета с этого момента стал исполняющий обязанности Главы администрации Саратовской области Юрий Васильевич Белых и сформированная им администрация Саратовской области (с 1996 года — Правительство Саратовской области).

## Председатели Саратовского областного исполнительного комитета Совета депутатов трудящихся (1937—1962)
| Фотопортрет | Начало полномочий | Окончание полномочий | Имя                             |
| ----------- | ----------------- | -------------------- | ------------------------------- |
|             | январь 1937       | июль 1937            | Николай Иванович Барышев        |
|             | июль 1937         | январь 1940          | Максим Александрович Волков     |
|             | январь 1940       | июль 1942            | Александр Михайлович Петров     |
|             | июль 1942         | 1943                 | Иван Алексеевич Власов          |
|             | 1943              | 1943                 | Дмитрий Макарович Силин         |
|             | 1943              | 1949                 | Пётр Степанович Кузьмин         |
|             | 1949              | 1951                 | Леонид Александрович Андрианов  |
|             | 1951              | 1954                 | Анатолий Семёнович Борисенко    |
|             | 1954              | 1955                 | Иван Михайлович Захаров         |
|             | 1955              | декабрь 1962         | Александр Панкратьевич Бочкарёв |

## Председатели Саратовского сельского областного исполнительного комитета Совета депутатов трудящихся (1962—1964)
| Фотопортрет | Начало полномочий | Окончание полномочий | Имя                 |
| ----------- | ----------------- | -------------------- | ------------------- |
|             | декабрь 1962      | декабрь 1964         | Иван Акимович Божко |

## Председатели Саратовского промышленного областного исполнительного комитета Совета депутатов трудящихся (1962—1964)
| Фотопортрет | Начало полномочий | Окончание полномочий | Имя                        |
| ----------- | ----------------- | -------------------- | -------------------------- |
|             | декабрь 1962      | декабрь 1964         | Виктор Яковлевич Герасимов |

## Председатели Саратовского областного исполнительного комитета Совета депутатов трудящихся (1964—1977)
| Фотопортрет | Начало полномочий | Окончание полномочий | Имя                             |
| ----------- | ----------------- | -------------------- | ------------------------------- |
|             | декабрь 1964      | 1971                 | Александр Панкратьевич Бочкарёв |
|             | 1971              | 1977                 | Николай Сепанович Александров   |

## Председатели Саратовского областного исполнительного комитета Совета народных депутатов (1977—1991)
| Фотопортрет | Начало полномочий | Окончание полномочий | Имя                            |
| ----------- | ----------------- | -------------------- | ------------------------------ |
|             | 1977              | 1989                 | Николай Степанович Александров |
|             | 1989              | 1992                 | Николай Павлович Гришин        |